# Стеценко Микола Миколайович
Мико́ла Микола́йович Стеце́нко (нар. 11 січня 1996, Алчевськ, Луганська область, Україна) — український футболіст, нападник і військовий.

## Біографія
Микола Стеценко народився 11 січня 1996 року. У ДЮФЛУ виступав за алчевську «Сталь». Із 2014 по 2015 рік перебував на контракті в луганській «Зорі», але за основну команду не виступав. У складі луганчан у чемпіонаті дублерів зіграв 13 поєдинків та забив 5 м'ячів.
У 2016 році перейшов до друголігової сумської «Барси», у складі якої зіграв 15 матчів та відзначився 1 голом.
Напередодні старту сезону 2016/17 років перейшов до дебютанта Першої ліги петрівського «Інгульця», де почав виступати за фарм-клуби петрівчан: у Другій лізі за команду «Інгулець-2» та в аматорській лізі за команду «Інгулець-3». За другу команду «Інгульця» дебютував 23 липня 2016 року в матчі 1-го туру Другої ліги між «Інгульцем-2» та клубом «Реал Фарма» (Одеса). У тому матчі Микола допоміг здобути петрівчанам перемогу з рахунком 3:1.
В червні 2023 року прибув до Одеси з Києва для підписання контракту з клубом «Реал Фарма» (Одеса), однак був запрошений в ТЦК та мобілізований до лав ЗСУ. Станом на квітень 2024 року проходить службу на Запорізькому напрямку..